# Rosebery Provincial Park
Rosebery Provincial Park är en park i Kanada.   Den ligger i provinsen British Columbia, i den södra delen av landet, 3 100 km väster om huvudstaden Ottawa. Rosebery Provincial Park ligger 557 meter över havet. Den ligger vid sjön Slocan Lake.
Terrängen runt Rosebery Provincial Park är bergig åt sydost, men åt nordväst är den kuperad. Rosebery Provincial Park ligger nere i en dal. Runt Rosebery Provincial Park är det glesbefolkat, med 18 invånare per kvadratkilometer.. Närmaste större samhälle är New Denver, 5,0 km söder om Rosebery Provincial Park.